# 安德里伊夫卡 (波迪利斯克區)
47°42′27″N 29°37′41″E / 47.70750°N 29.62806°E
安德里伊夫卡（烏克蘭語：Андріївка）是位於烏克蘭西南部的村莊，由敖德萨州波季利斯克区的庫亞利尼克市鎮負責管轄。該村面積0.16平方公里，海拔高度157米，2001年人口18，人口密度每平方公里112.5人。